# Bockelsberg
Bockelsberg ist ein Stadtteil von Lüneburg in Niedersachsen. Der Stadtteil liegt südlich des Zentrums und des Stadtteils Rotes Feld.

## Geschichte
Der Stadtteil hat seinem Namen von den buckligen Bergen, welche in die Lüneburger Schweiz ausliefen. Auf Grund dieses geologischen Aussehens, wovon nach diversen Begradigungen nichts mehr zu sehen ist, wurde hier wenig Landwirtschaft betrieben.
Ende des 19. Jahrhunderts begann der Lüneburger Verschönerungsverein mit dem Aufforsten und dem Einrichten einer Fischteichanlage zu Naherholungszwecken.
In den 1920er- und 1930er-Jahren war ursprünglich geplant, die im Roten Feld begonnene Villenbebauung bis zum Bockelsberg fortzusetzen. Durch Strukturänderungen wurde jedoch 1935 mit dem Bau der Scharnhorst-Kaserne im Heimatschutzstil
begonnen, welche ein Jahr später durch Teile der 22. Infanterie-Division (Wehrmacht) bezogen wurde.
Die Masse der Wohnbebauung, vor allem südlich der Kaserne, stammt aus der Nachkriegszeit.

### Einwohnerentwicklung
Die Einwohnerentwicklung im Stadtteil Bockelsberg über die Jahre 1993 bis 2013 stellt sich folgendermaßen dar:
| Jahr | Einwohnerzahl |
| ---- | ------------- |
| 1992 | 3692          |
| 1993 | 3575          |
| 1994 | 3583          |
| 1995 | 3600          |
| 1996 | 3884          |
| 1997 | 4427          |
| 1998 | 4815          |
| 1999 | 5052          |
| 2000 | 5250          |
| 2001 | 5399          |
| 2002 | 5479          |
| 2003 | 5512          |
| 2004 | 5538          |
| 2005 | 5545          |
| 2006 | 5489          |
| 2007 | 5430          |
| 2008 | 5384          |
| 2009 | 5421          |
| 2010 | 5286          |
| 2011 | 5349          |
| 2012 | 5406          |
| 2013 | 5422          |
| 2014 | 5513          |
| 2015 | 5536          |
| 2016 | 5596          |
| 2017 | 5644          |

## Wirtschaft und Infrastruktur
Der Stadtteil wird vor allem aus dem heutigen Gelände der Universität Lüneburg, der ehemaligen Scharnhorst-Kaserne geprägt. Darüber hinaus finden sich im südlichen Stadtteil zahlreiche Mehrfamilienhäuser, die zum Teil als Studentenwohnheime ausgewiesen sind, während im Osten Bebauung mit Einfamilienhäusern vorherrscht.
Aber auch der Naherholungsfaktor wird noch großgeschrieben. So wird der Stadtteil im Osten begrenzt durch die Ilmenauauen und im Süden und Westen durch die Lüneburger Schweiz.